# باشگاه فوتبال مونتدیو یاماگاتا
مونتدیو یاماگاتا ژاپنی: モンテディオ山形 باشگاه فوتبالی در شهر استان یاماگاتا، ژاپن است که در جی‌لیگ ۲ بازی می‌کند. این باشگاه در سال ۱۹۸۴ میلادی پایه‌گذاری شده است.